# Rikarena
Rikarena ist eine populäre Merengue-Band aus Puerto Rico.

## Werdegang
Rikarena wurde 1993 von Kinito Méndez, eigentlich José del Carmen Ramírez, gegründet. Die Band besteht aus vier Mitgliedern, von denen Daniel Santacruz eine Solokarriere begann.
Die Gruppe hat bislang zehn Alben veröffentlicht und feierte vor allem in den 1990er Jahren ihre größten Erfolge. Bekannt wurden sie unter anderen auch durch ihre Tourneen in der Dominikanischen Republik, Puerto Rico, Panama, Kolumbien, Venezuela, Peru und mittelamerikanische Länder. Ihr Musikstil ähnelt Gruppen wie La Banda Gorda oder Milly & Los Vecinos. Zu ihren größten Hits gehören Songs wie «Cuando el Amor Se Daña», «No Puedo Olvidarla», «Era Mentira» und «Ella Es Tan Bella».

## Diskografie
- Sacúdelo que tienes Arena (1994)
- Más rica que núnca (1996)
- Rikarena # 3 (1997)
- Con Tó (1998)
- 20th Anniversary (1999)
- Con Nueva Arena (2000)
- 20 Exitos (2002)
- Pa' Rato (2004)
- Exitos de Rikarena (2006)[3]